# Niamey V
Niamey V est un arrondissement communal de la ville de Niamey, capitale du Niger. 

## Géographie
L'arrondissement de Niamey V s'étend sur la partie sud de la ville en rive droite du fleuve Niger. Les trois collines des Trois Sœurs de Harobanda (245 m, 255 m, 254 m) s'élèvent au sud du boulevard de Gourma et à l'est du quartier de Nordiré.

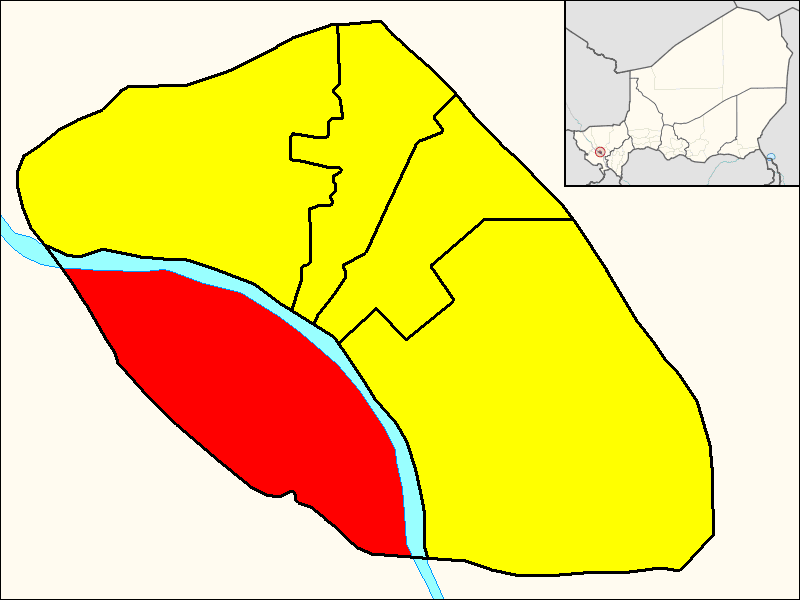
Zone urbaine de l'arrondissement de Niamey V en rouge

|            | Niamey I, Niamey II | Niamey III, Niamey IV |
| Bitinkodji | Niamey V            | Liboré                |
|            | Bitinkodji          | Youri                 |

## Histoire
La commune urbaine de Niamey V est instaurée en 2002, érigée en arrondissement communal en 2010. 

## Population
Lors du recensement général de 2012, la population communale est relevée à 132 271 habitants. L'accroissement annuel de la population atteint 2,3 % pendant la période 2001-2012.

## Quartiers et villages
L'arrondissement s'étend sur 62 localités en zones urbaine et rurale.

### Quartiers
En zone urbaine, l'arrondissement compte 15 quartiers :
- AGRHYMET
- Banga Bana
- Gawèye
- Hôpital Gawèye
- Hôpital Lamordé
- INJS/C
- Karadjé
- Kirkissoye
- Lamordé
- Nogaré
- Nordiré
- Pont Kennedy
- Saguia
- Séno
- Université Abdou Moumouni

### Villages et hameaux
En zone rurale, l'arrondissement s'étend sur 12 villages :
- Banguel Torandi
- Diamowé
- Ganguel
- Gorou Banda
- Gorou Kirey
- Kossey
- Kourtéré Boubacar
- Kourtéré Boubacar Péage
- Kourtéré Samboro
- Néini Goungou
- Saga Gourma
- Timéré

La commune compte 35 hameaux.

## Services et infrastructures

### Enseignement supérieur
- Université Abdou Moumouni
- École normale supérieure
- Faculté des sciences et techniques (FAST)

### Santé
- Centre de santé intégré (CSI) à Karadjé, Lamordé[5].

### Sports
- Complexe Alio Nahantchi
- Atcha Académie

## Cultes
- Mosquées : Agro, Bonkano, place de prière Iyd de Karadjé, Mosquée N, Ancienne Grande Mosquée, Shéhu Lamordé, Elh Seini Latta
- Église Vie Abondante

## Économie
- Marché Harobanda
- Riz du Niger
- Centrale électrique Nigelec de Gorou Banda